# 維爾河 (阿格河支流)
50°59′15″N 7°28′54″E / 50.9875201°N 7.4817169°E

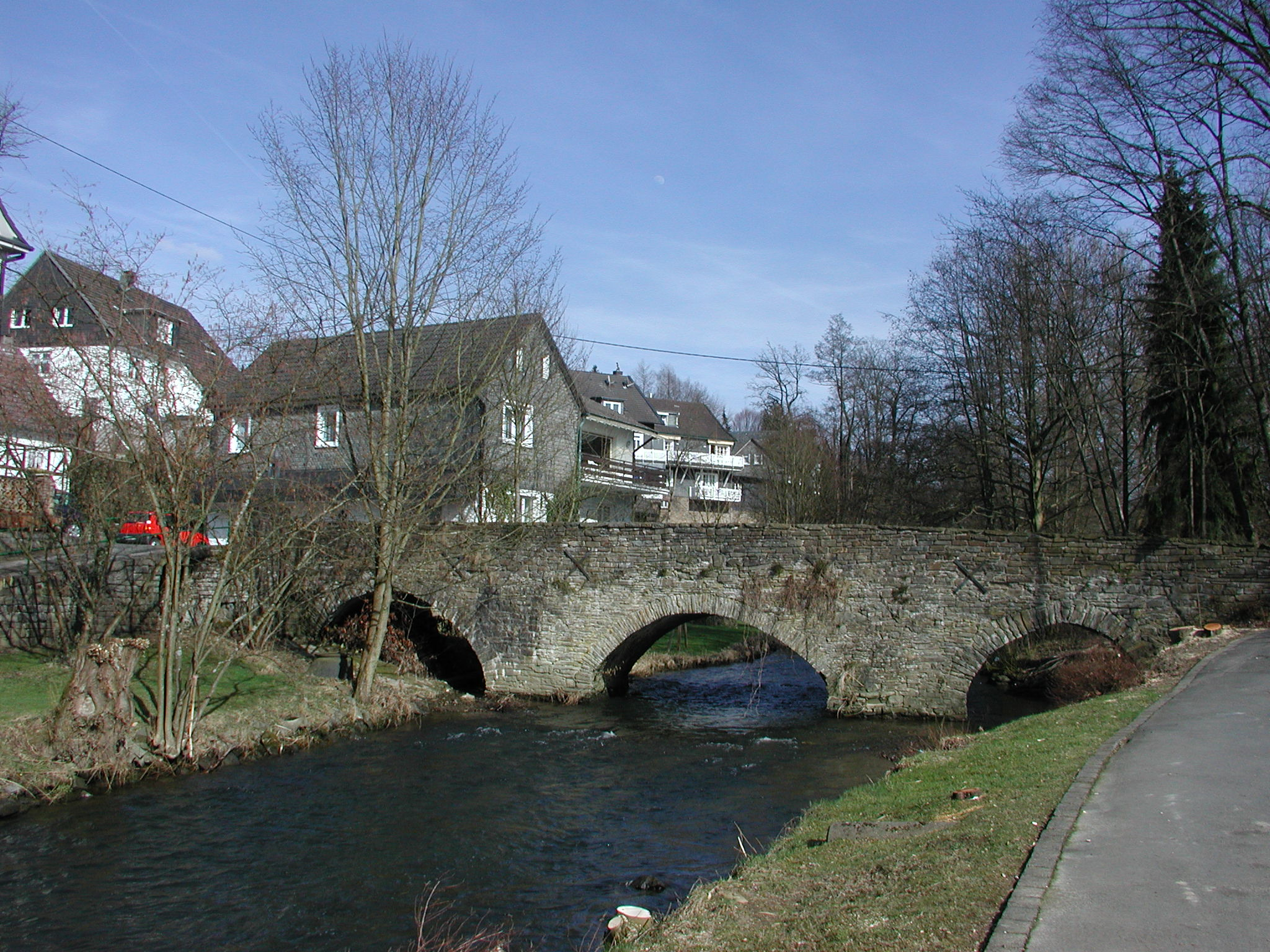
维尔河

維爾河（德語：Wiehl），位於德國西部，地處北萊茵-威斯特法倫州。該河流屬於阿格河的左支流，河道全長約34公里，流域面積約141平方公里。